# Conocephalus bechuanensis
Conocephalus bechuanensis är en insektsart som först beskrevs av Louis Albert Péringuey 1916.  Conocephalus bechuanensis ingår i släktet Conocephalus och familjen vårtbitare. Inga underarter finns listade i Catalogue of Life.